# Vought-Sikorsky VS-300
Vought-Sikorsky VS-300 (ali S-46) je bil enomotorni eksperimentalni helikopter, ki ga je zasnoval rusko-ameriški inženir Igor Sikorski. Imel je trikraki glavni rotor, ki ga je poganjal 75 konjski batni motor Franklin. Prvi praktični let (brez kablov) bil 13. maja 1940 in je tako bil prvi uspešni helikopter z enim glavnim rotorjem v ZDA, in prvi uspešni helikopter z vertikalnim repnim rotorjem. VS-300 je imel tudi plovce in je bil tako tudi prvi amfibijski helikopter.
Leta 1931 so v Sovjetski zvezi eksperimentirali z dvomotornim Juriev-Čeremukhin CAGI-1EA. Sikorsky je prvi uporabil samo en motor, ki je poganjal glavni in repni rotor. Na testnih letih so imeli težave s cikličnimi kontrolami, zato je Sikorsy namestil dva manša rotorja z vertikalni osjo vrtenja. Na poznejših verzijah so izbioljšali ciklične kontrole in umaknili dva manjša rotorja.
17. aprila 1941 je prvič pristal na vodi.6. maja je s časom 1 uro in 32 minut podrl rekord v trajanju leta. 
Zadnja verzija je imela močenjši 150 konjski motor Franklin.

## Tehnične specifikacije (VS-300)
- Dolžina: 28 ft 0 in (8,53 m)
- Premer glavnega rotorja: 30 ft (9,14 m)
- Višina: 10 ft (3,05 m)
- Naložena teža: 1150 lb (522 kg)
- Motor: 1 × Franklin 4AC-199-E, 90 KM (67,11 kW)